# Василевка (Вознесенский район)
Василевка (укр. Василівка) — село в Вознесенском районе Николаевской области Украины.
Население по переписи 2001 года составляло 377 человек. Почтовый индекс — 56554. Телефонный код — 5134.

## Местный совет
56550, Николаевская обл., Вознесенский р-н, с. Григоровское, ул. Школьная, 10